# 크로프트 (농업)

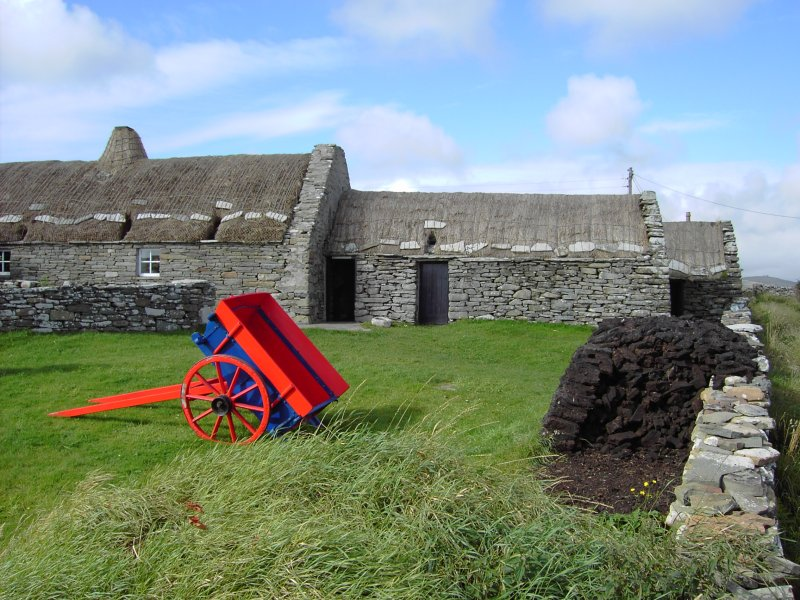

크로프트(croft)는 일반적으로 작고 대단위 경작보다는 소작지로 이용하는 농지를 가리킨다. 일반적으로  크로프트(croft, 소작지)는 특히 농촌 지역에서 일반적으로 세입자 농부로서의 연간 재생산 및 사용가치를 가진 토지인 소작지 또는 이를 사용하는 사람을 가리키기도 한다.

## 소작지
소작지(小作地)는 소작인이 지주에게 빌려 농사를 짓고 소작료를 지급하는 땅이다.

## 텃밭
집과 잇닿은 작은 농장 또는 텃밭을 가리킨다.

## 같이 보기
- 화전농업